# Landkreis Luditz

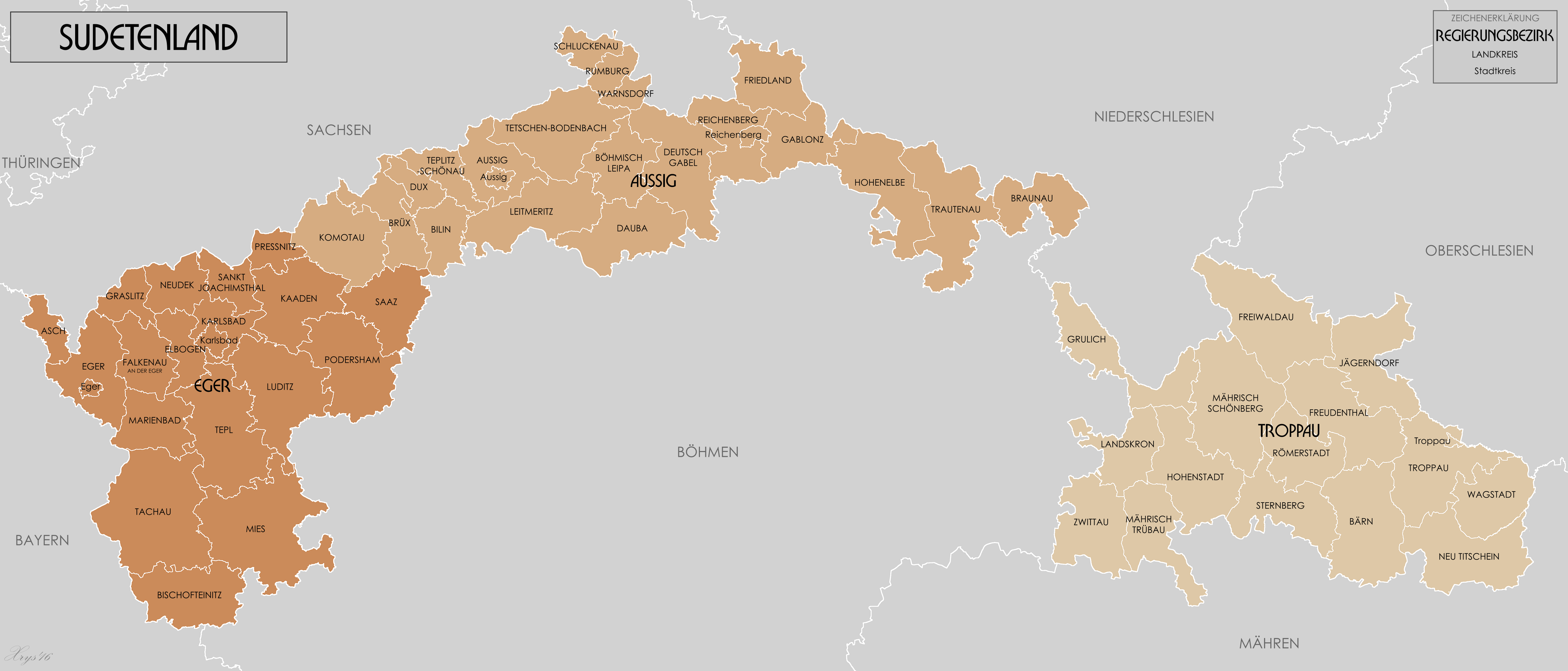
Verwaltungskarte des Reichsgaus Sudetenland

Der Landkreis Luditz ist ein ehemaliger Landkreis im Sudetenland. Er bestand als deutscher Landkreis zwischen 1938 und 1945. Sein Vorgänger, der Politische Bezirk Luditz im österreichischen Kronland Böhmen bzw. der Tschechoslowakei, bestand seit 1850.
Der Landkreis Luditz umfasste am 1. Januar 1945:
- die 3 Städte Buchau, Chiesch und Luditz
- sowie 113 weitere Gemeinden.

Am 1. Dezember 1930 zählte das Gebiet des Landkreises Luditz 32.760 Einwohner; am 17. Mai 1939 waren es 30.157 und am 22. Mai 1947 umfasste es 15.523 Bewohner.

## Lage und Daten
Das Gebiet des ehemaligen Landkreises Luditz liegt in Böhmen im östlichen Teil des heutigen Okres Karlovy Vary (Stand Februar 2005) in der Tschechischen Republik.
Der Landkreis Luditz hatte eine Fläche von etwa 600 km² und (am 17. Mai 1939)  30.157 Einwohner. Die im Landkreis gesprochene Egerländer Mundart gehörte zur nordbayrischen Sprachvariante.
Der Sitz der Kreisverwaltung befand sich in der Stadt Luditz (tschechisch: Žlutice), südlich der Mitte des Landkreises.
Wirtschaftlich wichtig waren die Porzellanindustrie (Gießhübel), Glasindustrie (Schlößles in Gemeinde Prohor), das Schuhmacherhandwerk (Buchau) und der frühere Luditzer Salzhandel (bis 1829).
Der Norden des Kreises ragte in das Duppauer Gebirge (tschechisch: Doupovské hory) hinein, der Süden in das Tepler Hochland (tschechisch: Tepelská plošina). Durch die südliche Hälfte des Kreises, u. a. am Südrand von Luditz, floss die Schnella (tschechisch: Střela).
Die Nachbarkreise bzw. -bezirke waren (mit Himmelsrichtung):   Landkreis Kaaden (N);   Landkreis Karlsbad (NW);   Landkreis Tepl (SW);   Landkreis Mies (S);   politischer Bezirk Kralowitz, im Protektorat (SO);   Landkreis Podersam (SO und O).

## Geschichte
Die deutsche Besiedlung des Kreis Luditzer Gebietes begann mit Sicherheit bereits im 13. Jahrhundert, als weltliche und kirchliche Herrschaften sich für eine stärkere Nutzung ihres Grundbesitzes interessierten, um größere Gewinne zu erreichen. Den siedlungswilligen Deutschen wurden dazu günstige Bedingungen in Aussicht gestellt. Teilweise siedelten sie sich in bestehenden tschechischen Orten an, teilweise entstanden auch ganz neue Orte, zum Beispiel durch Rodungsauftrag der Grundherrschaft (siehe Dorf Schönau).

## Verwaltungsgeschichte

### Königreich Böhmen / Österreich-Ungarn / Tschechoslowakei / Deutsche Besatzung
In der Zeit der alten böhmischen Großkreise gehörte Luditz ab ca. 1350 bis 1751 zum Saazer Kreis, 1751 bis 1850 zum Elbogener Kreis. Nach der Verwaltungsreform 1850 gehörte Luditz bis 1938 (also auch nach Gründung der Ersten Tschechoslowakischen Republik im Jahre 1918) zum Politischen Bezirk Luditz und dessen Gerichtsbezirk Luditz.
Vor dem Münchner Abkommen vom 29. September 1938 gehörten die politischen Bezirke Kralovice und Žlutice zur Tschechoslowakei.
In der Zeit vom 1. bis 10. Oktober 1938 besetzten deutsche Truppen das Sudetenland. Der vollständig besetzte politische Bezirk Žlutice trug fortan die frühere deutsch-österreichische Bezeichnung Luditz. Er umfasste die Gerichtsbezirke Buchau und Luditz und die deutschsprachigen Gebiete des ehemaligen Gerichtsbezirks Manetin (im Politischen Bezirk Kralowitz), nämlich folgende Gemeinden: Bernklau, Cisotin, Deutsch Doubrawitz, Hluboka (ohne die OT Kalec und Odlezly/Voitles), Kamenahora, Kotantschen, Krasch, Lukowa, Lusetin (ehem. OT von Wilkischau), Mösing, Netschetin, Potok, Preitenstein, Rabenstein an der Schnella, Ratka, Ratschin, Wilkischau (ohne OT Lusetin), Wirschin, Wisocan und Zwolln.
Seit dem 20. November 1938 führte der politische Bezirk Luditz die Bezeichnung „Landkreis“. Er unterstand bis zu diesem Tage dem Oberbefehlshaber des Heeres, Generaloberst von Brauchitsch, als Militärverwaltungschef.

### Deutsches Reich
Am 21. November 1938 wurde das Gebiet der Landkreise Luditz und Kralovice (Rest) förmlich in das Deutsche Reich eingegliedert und kam zum Verwaltungsbezirk der Sudetendeutschen Gebiete unter dem Reichskommissar Konrad Henlein.
Sitz der Kreisverwaltung wurde die Stadt Luditz.
Ab dem 15. April 1939 galt das Gesetz über den Aufbau der Verwaltung im Reichsgau Sudetenland (Sudetengaugesetz). Danach kamen die Landkreise Luditz und Kralovice (Rest) zum Reichsgau Sudetenland und wurden dem neuen Regierungsbezirk Eger mit dem Sitz des Regierungspräsidenten in Karlsbad zugeteilt.
Zum 1. Mai 1939 wurde eine Neugliederung der teilweise zerschnittenen Kreise im Sudetenland verfügt. Danach wurden die Reste des Gerichtsbezirks Manetin (früherer politischer Bezirk Kralovice) dem Landkreis Luditz einverleibt mit Ausnahme der beiden Gemeinden Hurkau und Zahradka. Diese traten zum Landkreis Mies. Bei diesem Zustand blieb es bis zum Ende des Zweiten Weltkriegs.

### Tschechoslowakei / Tschechische Republik
Seit dem Ende des Zweiten Weltkrieges (Mai 1945) gehörte das Gebiet bis zu ihrer Auflösung zur Tschechoslowakei; die Deutschen wurden aufgrund der Beneš-Dekrete vertrieben. Seit deren Teilung am 1. Januar 1993 gehört es zur Tschechischen Republik.
Die deutsche Stadt Bad Sooden-Allendorf übernahm 1961 die Patenschaft über die Sudetendeutschen aus der Stadt und dem ehemaligen Landkreis Luditz.

## Landräte
1939–9999: Walther Sundermeyer (1900–1977)
1939–1944: Pohnert
1944–1945: ?

## Kommunalverfassung

### Österreich-Ungarn
Ab 1850 wurden die alten böhmischen Großkreise durch eine neue Landeseinteilung in Politische Bezirke (der Exekutive) ersetzt, von denen jeder aus einem oder mehreren Gerichtsbezirken (der Judikative) bestand.

### Deutsches Reich
Bereits am Tag vor der förmlichen Eingliederung in das Deutsche Reich, nämlich am 20. November 1938, wurden alle Gemeinden der Deutschen Gemeindeordnung vom 30. Januar 1935 unterstellt, welche die Durchsetzung des Führerprinzips auf Gemeindeebene vorsah. Es galten fortan die im bisherigen Reichsgebiet üblichen Bezeichnungen, nämlich statt:
- Ortsgemeinde: Gemeinde,
- Marktgemeinde: Markt,
- Stadtgemeinde: Stadt,
- Politischer Bezirk: Landkreis.

## Ortsnamen
Es galten die bisherigen Ortsnamen weiter, und zwar in der deutsch-österreichischen Fassung von 1918.